# Garissa
Garissa (tiếng Somalia: Gaarisa) là thủ phủ của Garissa, Kenya. Theo điều tra dân số năm 2009, nơi đây có tổng số dân đạt 119.696 người. Hầu hết các cư dân ở Garissa điều là người Somali.
Cảnh quan ở Garissa rất khô cằn, địa hình chủ yếu là sa mạc. Nhiệt độ hằng ngày thường lên đến 33 °C (91 °F), nhưng vào ban đêm nhiệt độ thường rất dễ chịu (xem biểu đồ bên dưới).

## Khí hậu
| Dữ liệu khí hậu của Garissa              | Dữ liệu khí hậu của Garissa | Dữ liệu khí hậu của Garissa | Dữ liệu khí hậu của Garissa | Dữ liệu khí hậu của Garissa | Dữ liệu khí hậu của Garissa | Dữ liệu khí hậu của Garissa | Dữ liệu khí hậu của Garissa | Dữ liệu khí hậu của Garissa | Dữ liệu khí hậu của Garissa | Dữ liệu khí hậu của Garissa | Dữ liệu khí hậu của Garissa | Dữ liệu khí hậu của Garissa | Dữ liệu khí hậu của Garissa |
| Tháng                                    | 1                           | 2                           | 3                           | 4                           | 5                           | 6                           | 7                           | 8                           | 9                           | 10                          | 11                          | 12                          | Năm                         |
| ---------------------------------------- | --------------------------- | --------------------------- | --------------------------- | --------------------------- | --------------------------- | --------------------------- | --------------------------- | --------------------------- | --------------------------- | --------------------------- | --------------------------- | --------------------------- | --------------------------- |
| Trung bình ngày tối đa °C (°F)           | 36.7 (98.1)                 | 37.8 (100.0)                | 38.3 (100.9)                | 37.0 (98.6)                 | 35.8 (96.4)                 | 34.1 (93.4)                 | 33.6 (92.5)                 | 33.8 (92.8)                 | 35.1 (95.2)                 | 36.3 (97.3)                 | 36.2 (97.2)                 | 35.4 (95.7)                 | 35.8 (96.4)                 |
| Trung bình ngày °C (°F)                  | 29.7 (85.5)                 | 30.6 (87.1)                 | 31.4 (88.5)                 | 30.7 (87.3)                 | 29.6 (85.3)                 | 27.9 (82.2)                 | 27.4 (81.3)                 | 27.6 (81.7)                 | 28.4 (83.1)                 | 29.7 (85.5)                 | 29.9 (85.8)                 | 29.2 (84.6)                 | 29.3 (84.7)                 |
| Tối thiểu trung bình ngày °C (°F)        | 22.6 (72.7)                 | 23.3 (73.9)                 | 24.4 (75.9)                 | 24.5 (76.1)                 | 23.3 (73.9)                 | 21.8 (71.2)                 | 21.2 (70.2)                 | 21.3 (70.3)                 | 21.7 (71.1)                 | 23.1 (73.6)                 | 23.6 (74.5)                 | 23.0 (73.4)                 | 22.8 (73.0)                 |
| Lượng Giáng thủy trung bình mm (inches)  | 11.9 (0.47)                 | 5.5 (0.22)                  | 48.6 (1.91)                 | 89.7 (3.53)                 | 15.5 (0.61)                 | 5.2 (0.20)                  | 3.4 (0.13)                  | 6.6 (0.26)                  | 8.4 (0.33)                  | 30.0 (1.18)                 | 96.9 (3.81)                 | 51.9 (2.04)                 | 373.6 (14.71)               |
| Số ngày giáng thủy trung bình (≥ 1.0 mm) | 2                           | 3                           | 4                           | 5                           | 2                           | 0                           | 0                           | 2                           | 2                           | 3                           | 4                           | 2                           | 29                          |
| Số giờ nắng trung bình tháng             | 251.1                       | 235.2                       | 263.5                       | 273.0                       | 282.1                       | 255.0                       | 254.2                       | 257.3                       | 270.0                       | 279.0                       | 252.0                       | 241.8                       | 3.114,2                     |
| Số giờ nắng trung bình ngày              | 8.1                         | 8.4                         | 8.5                         | 9.1                         | 9.1                         | 8.5                         | 8.2                         | 8.3                         | 9.0                         | 9.0                         | 8.4                         | 7.8                         | 8.5                         |
| Nguồn: NOAA                              |                             |                             |                             |                             |                             |                             |                             |                             |                             |                             |                             |                             |                             |